# Pales

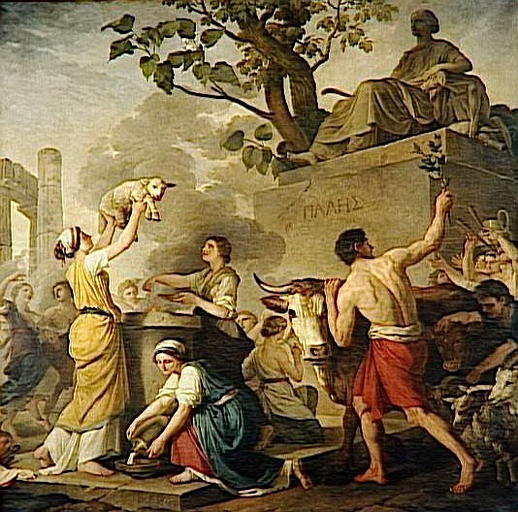
Festa di Pales, o L'estate (1783), o reimaginare a Festivalului închinat lui Pales, de Joseph-Benoît Suvée

În mitologia romană, Pales era zeul păstorilor, al turmelor și al animalelor. Unele surse îl descriu ca fiind bărbat, altele femeie, este posibil să fi fost și o pereche de zei deoarece cuvântul pales în limba latină este și la singular și la plural.
Festivalul închinat lui Pales, numit Parilia, avea loc la 21 aprilie. Vite erau conduse prin focuri în această zi. Un alt festival închinat lui Pales, aparent dedicat "la doi Pales" (Palibus duobus), avea loc pe 7 iulie. 
Asteroidul 49 Pales îi poartă numele.